# All of Those Voices
All of Those Voices è un documentario autobiografico inglese del 2023 diretto da Charlie Lightening che racconta il percorso personale del cantautore inglese Louis Tomlinson, che passa dall'essere membro degli One Direction a musicista solista.
Il film è narrato dallo stesso Tomlinson e abbinato a filmati d'archivio del passato. Include anche interviste con i suoi familiari. Il film copre principalmente il periodo di tempo compreso tra la pausa indefinita degli One Direction e il completamento del Louis Tomlinson World Tour e del secondo album Faith in the Future.

## Promozione e distribuzione
Il lancio del documentario è stato annunciato per la prima volta l'8 febbraio 2023. Il film è stato distribuito in sale cinematografiche selezionate in tutto il mondo il 22 marzo, prima del quale si sono verificati tre eventi di anteprima: il 13 marzo a Tokyo, il 16 marzo a Londra e il 20 marzo in Messico. Alla première londinese ha partecipato in particolare il collega membro degli One Direction Liam Payne.
Il 13 maggio 2023, il film è stato trasmesso in streaming a livello mondiale su Veeps.com. Lo streaming, annunciato il 27 aprile, comprendeva filmati inediti e la copertura in diretta dell'evento sul red carpet dal John Anson Ford Amphitheatre.
All of Those Voices è disponibile in streaming su Paramount+ dal 4 ottobre 2023 negli Stati Uniti e in Canada, e dal 5 ottobre nel Regno Unito, Irlanda, Australia, America Latina, Italia, Francia, Germania, Svizzera, Austria e Corea del Sud. Sarà inoltre distribuito tramite MTV in Africa, altre parti d'Europa, Giappone e Nuova Zelanda.

## Accoglienza

### Box office
Al 14 luglio 2023, il film aveva incassato 1.740.234 dollari.

### Critica
Il film ha ricevuto recensioni per lo più positive dalla critica.
La ristampa, parte dell'edizione DVD/CD (BMG) del documentario DVD All of Those Voices + CD Faith in the Future. "Back To You (Studio Version)" è un'esclusiva di questa versione dell'album.
| 2023                                                            | Picco posizione | Rif.   |
| --------------------------------------------------------------- | --------------- | ------ |
| Dutch Charts                                                    | 60              | [ 14 ] |
| Belgio Ultratop Fiandre                                         | 15              | [ 15 ] |
| Belgio Ultratop Vallonia                                        | 70              | [ 16 ] |
| Italia FIMI                                                     | 59              | [ 17 ] |
| Vendite degli album più venduti negli Stati Uniti ( Billboard ) | 46              |        |